# Idflieg
El Idflieg, cuyo nombre completo es Inspektion der Fliegertruppen, en español Inspección de Tropas Aéreas,  fue la oficina del Imperio alemán que supervisó la aviación militar alemana antes y durante la Primera Guerra Mundial.
Fundado en 1911, el Idflieg formó parte del Fliegertruppen des deutschen Kaiserreiches —Cuerpo de vuelo alemán imperial—, que se convirtió en el Luftstreitkräfte en 1916, con administración, incluida la regulación de los nombres de los servicios aplicados a los aviones producidos por compañías nacionales, caracterizadas según el armamento y el tipo de ala así como su configuración, tripulación y rol que estaba destinado a la aeronave.

## Inspectores de tropas aéreas
- Coronel Walter von Eberhardt (1913-1914)
- Mayor Richard Roethe (1914-1916)
- Mayor, más tarde el teniente coronel Wilhelm Siegert (1916-1918)
- Capitán Wilhelm Haehnelt (1918-1919)